# Biblioteca (Fozio)
La Biblioteca (in greco antico: Βιβλιοθήκη?, Bibliothékē; in latino Bibliotheca), anche nota come Myrióbiblos (in greco antico: Μυριόβιβλος?, "diecimila libri"), è una rassegna bizantina di opere letterarie greche e bizantine redatta dal patriarca Fozio I di Costantinopoli nell'855.

## Struttura e importanza
L'opera, sicuramente incompiuta, è una raccolta di notizie ed epitomi (ossia riassunti, più o meno lunghi ed inframmezzati da estratti) di altri testi, in numero di 279, che sono chiamate codici. L'opera inizia e si conclude con due lettere di Fozio spedite al fratello Tarasio. L'incipit di ciascun codice costituisce una presentazione quasi bibliografica dell'autore trattato; segue un breve riassunto dell'opera redatto da Fozio; il codice si conclude, poi, con valutazioni morali e stilistiche e con confronti tra l'autore ed altri esponenti dello stesso genere letterario. Sono dotte schede di lettura-recensioni, redatte e destinate solamente per quel circolo di studiosi che ruotava attorno al patriarca, che fanno di Fozio un erudito critico letterario ante-litteram.
In essa sono rappresentati solo autori di prosa, se si eccettuano sparute recensioni di qualche centone poetico. Gli autori epitomati sono sia cristiani che pagani: la letteratura cristiana è, ovviamente, la più trattata nella Biblioteca, con 157 codici, mentre la letteratura pagana occupa gli altri 122 codici.
L'opera, comunque, non presenta le opere in ordine cronologico, né in alcun altro ordine globale riconoscibile anche se, tuttavia, risulta possibile ricostruire al suo interno alcuni raggruppamenti. Ad esempio gli Atti dei Concili (codici 15-20 e 52-54), gli scritti antiereticali (codici 120-123) e le storie ecclesiastiche (codici 27-31 e 40-42) o, ancora, la storiografia (codici 33-35, 57-58, 62-72, 76-80, 82-84, 91-93 e 97-99) e mitografia e paradossografia (codici 186-190). A interessi specifici dell'autore vanno riferite le recensioni di lessici (codici 145-158) medici (codici 216-221) ed oratori (codici 259-268).
Per molti autori antichi, di cui si sono irrimediabilmente perdute le opere e le vite, la Biblioteca rappresenta l'unica traccia del loro pensiero, facendo della Biblioteca, secondo Karl Krumbacher, «l'opera più importante di storia letteraria del medioevo».
In particolare, due romanzi devono all'opera di Fozio la sopravvivenza del proprio ricordo. Il primo è il Dramaticon di Giamblico, di cui Fozio lesse i 16 libri: si trattava di un romanzo d'amore e d'avventura, del quale il patriarca riportò un'epitome; o Le incredibili meraviglie al di là di Thule di Antonio Diogene, in ventiquattro libri.
Le indicazioni di Fozio permettono agli studiosi di ricostruire dati di molte opere delle epoche classica greca, ellenistica e bizantina; dei 122 autori menzionati da Fozio, 90 sono pressoché perduti. In altri casi, le schede di Fozio testimoniano un tipo di divisione delle opere altrimenti non pervenuta nei manoscritti originali: è il caso delle Vite di Plutarco o della trasmissione delle orazioni attiche.
Stracolma di testi nuovi e di ampi stralci di testi perduti, era un libro che tutti i dotti umanisti desideravano. Ma Fozio, considerato l'artefice dello scisma greco, rimase una figura detestata dalle autorità ecclesiastiche cattoliche e l'ostracismo sulle sue opere era perentorio. La Biblioteca - conservata in manoscritti - fu proibita, finendo poi anche nell'Indice dei libri proibiti, anche se una dispensa fu concessa ai gesuiti per leggere i libri censurati. 

## Trasmissione del testo ed edizioni
I due più antichi manoscritti che ci hanno trasmesso la Biblioteca, il Marcianus 450 (IX secolo) e il Marcianus 451 (XII secolo), sono completamente indipendenti l'uno dall'altro: l'ordine dei codici è differente, le lacune non sono comuni. Tutti gli altri manoscritti dipendono dall'uno o dall'altro. Solo un altro manoscritto, il Parisinus gr. 1266 (XIII secolo), che è una copia del Marcianus 450, colma una lacuna alla fine del testo. Nel 2013 il filologo, bizantinista e paleografo Filippo Ronconi, a seguito di un'analisi diretta del manoscritto, ha ipotizzato che il Marcianus 450, a lungo considerato del X secolo ma retrodatato da Paul Canart alla seconda metà del IX, possa essere stato redatto sotto la supervisione diretta dell'autore, e perciò si tratterebbe di un manoscritto idiografo.
L'Editio princeps è quella di David Hoeschel, pubblicata ad Augusta nel 1601, dopo numerosi tentativi falliti nel sedicesimo secolo. La prima traduzione latina di questa edizione, ad opera del gesuita di Anversa André Schott, fu pubblicata ad Augusta nel 1606. L'edizione di Hoeschel e la traduzione di Schott furono ristampate insieme a Ginevra nel 1611 per i tipi di Paul Estienne e a Rouen nel 1653 da Jean e David Berthelin.
La prima edizione critica moderna fu quella di Immanuel Bekker, pubblicata a Berlino in due volumi in 4° nel 1824 e nel 1825, poi ristampata in un unico volume. La Patrologia Graeca di Migne riproduce il testo greco di Bekker e la traduzione latina di Schott nel vol. 103 e all'inizio del vol. 104 (Parigi, 1860).
L'edizione critica più recente, ad opera del belga René Henry, è l'edizione bilingue greco-francese pubblicata fra il 1959 e il 1977 in 8 volumi (con un volume di indici pubblicato nel 1991) dalle edizioni Les Belles Lettres (ristampata nel 2003).
Nel 1992 Adelphi ha pubblicato un'antologia dell'opera con traduzioni, volgendo in italiano l'antologia originariamente curata da Nigel G. Wilson in lingua inglese. Nel 2016 il testo greco stabilito di Henry è stato rivisto criticamente e ne è stata pubblicata per la prima volta la traduzione italiana completa, corredata di un'introduzione firmata da Luciano Canfora, per le Edizioni della Scuola Normale Superiore di Pisa.

### Edizioni
- (FR) Photius, Bibliothèque, Tomes I-IX, Les Belles Lettres, 1959-1991.
- Fozio, Biblioteca, a cura di Nigel Guy Wilson, trad. Claudio Bevegni, Collana Biblioteca n.250, Adelphi, 1992, ISBN 88-459-0898-4. [scelta antologica di epitomi]
- Fozio, Biblioteca, introduzione di Luciano Canfora, a cura di Nunzio Bianchi e Claudio Schiano [prima traduzione italiana integrale], Pisa, Edizioni della Normale, 2016, ISBN 978-88-7642-571-4.
- (LA, GRC) Immanuel Bekker (a cura di), Photii Bibliotheca, ex recensione Immanuelis Bekkeri, vol. I, Berlino, G. Reimer (tipografia), 1824,  p. 142. URL consultato il 18 febbraio 2019 (archiviato il 18 febbraio 2019).

### Studi
- R. Nogara, Note sulla composizione e la struttura della “Biblioteca” di Fozio, patriarca di Costantinopoli, I, in «Aevum», n. 49 (1975), pp. 213-242.
- S. Impellizzeri, La letteratura bizantina, Firenze, Sansoni Accademia, 1975, pp. 297-368.
- W. T. Treadgold, The nature of the Bibliotheca of Photius, Washington D.C., Dumbarton Oaks, 1980.
- N. G. Wilson, Filologi bizantini, Napoli, Morano, 1990, pp. 161-200.
- N. Wilson, Il patriarca recensore, in Fozio, Biblioteca, Milano, Adelphi, 1992, pp. 11-54.
- M. R. Acquafredda, Un documento inesplorato: il pinax della Biblioteca di Fozio, Bari, Edizioni di Pagina, 2015.
- D. Accorinti, Una recente traduzione italiana della Biblioteca di Fozio, in «Annali della Scuola Normale Superiore di Pisa. Classe di Lettere e Filosofia», serie 5, n. 9/2 (2017), pp. 529-556.